# Molly Simpson
Molly Simpson, née le 11 décembre 2002 à Red Deer, est une coureuse cycliste canadienne, spécialiste du BMX. 

## Biographie
Molly Simpson commence le BMX à l'âge de dix ans, suivant l'exemple de ses cousins. Dans sa jeunesse, elle est plusieurs fois titrée aux championnats provinciaux et nationaux. Chez les juniors (17/18 ans), elle est également championne du Canada de BMX en 2019 avant que la pandémie de covid-19 n'interrompe sa carrière.
En 2021, elle est nommée remplaçante de Drew Mechielsen pour les Jeux olympiques de Tokyo, mais ne participe pas à la compétition. Après les Jeux, elle remporte pour la première fois les championnats nationaux élites. Lors de la Coupe du monde de BMX 2021 en octobre à Sakarya, elle atteint pour la première fois la finale et prend la troisième place. 
Lorsque la catégorie des espoirs (moins de 23 ans) est introduite en BMX en 2022, elle participe également à la Coupe du monde de la catégorie et remporte une course à Papendal. Elle est médaillée de bronze aux championnats du monde espoirs en 2022. Chez les élites, elle est championne du Canada en 2022 et 2023. En 2023, elle est médaillée d'argent aux championnats panaméricains et aux Jeux panaméricains.

## Palmarès en BMX

### Jeux olympiques
- Paris 2024
  - 5e de la finale du BMX

### Championnats du monde
- Nantes 2022
  -  Médaillée de bronze du BMX espoirs

### Coupe du monde
- 2021 : 9e du classement général
- 2022 (espoirs) : 8e du classement général, vainqueur d'une manche
- 2023 : 7e du classement général
- 2024 : 6e du classement général

### Jeux panaméricains
- Santiago 2023
  -  Médaillée d'argent du BMX

### Championnats panaméricains
- Riobamba 2023
  -  Médaillée d'argent du BMX

### Coupe d'Europe
- 2023 : 8e du classement général

### Championnats du Canada
- 2019
  -  Championne du Canada de BMX juniors
- 2021
  -  Championne du Canada de BMX
- 2022
  -  Championne du Canada de BMX
- 2023
  -  Championne du Canada de BMX